# Misonéisme
Le terme misonéisme (du grec miso- : « qui hait » et néo : « nouveau ») désigne l'attitude consistant à rejeter tout nouveau concept, toute nouvelle conception du monde.
Apparu en France en 1892, ce terme reste assez peu répandu, utilisé essentiellement par les anthropologues.
Il ne se fait véritablement connaître qu'au début des années 1960, grâce à un essai du psychiatre suisse Carl Gustav Jung.

## Origines du mot

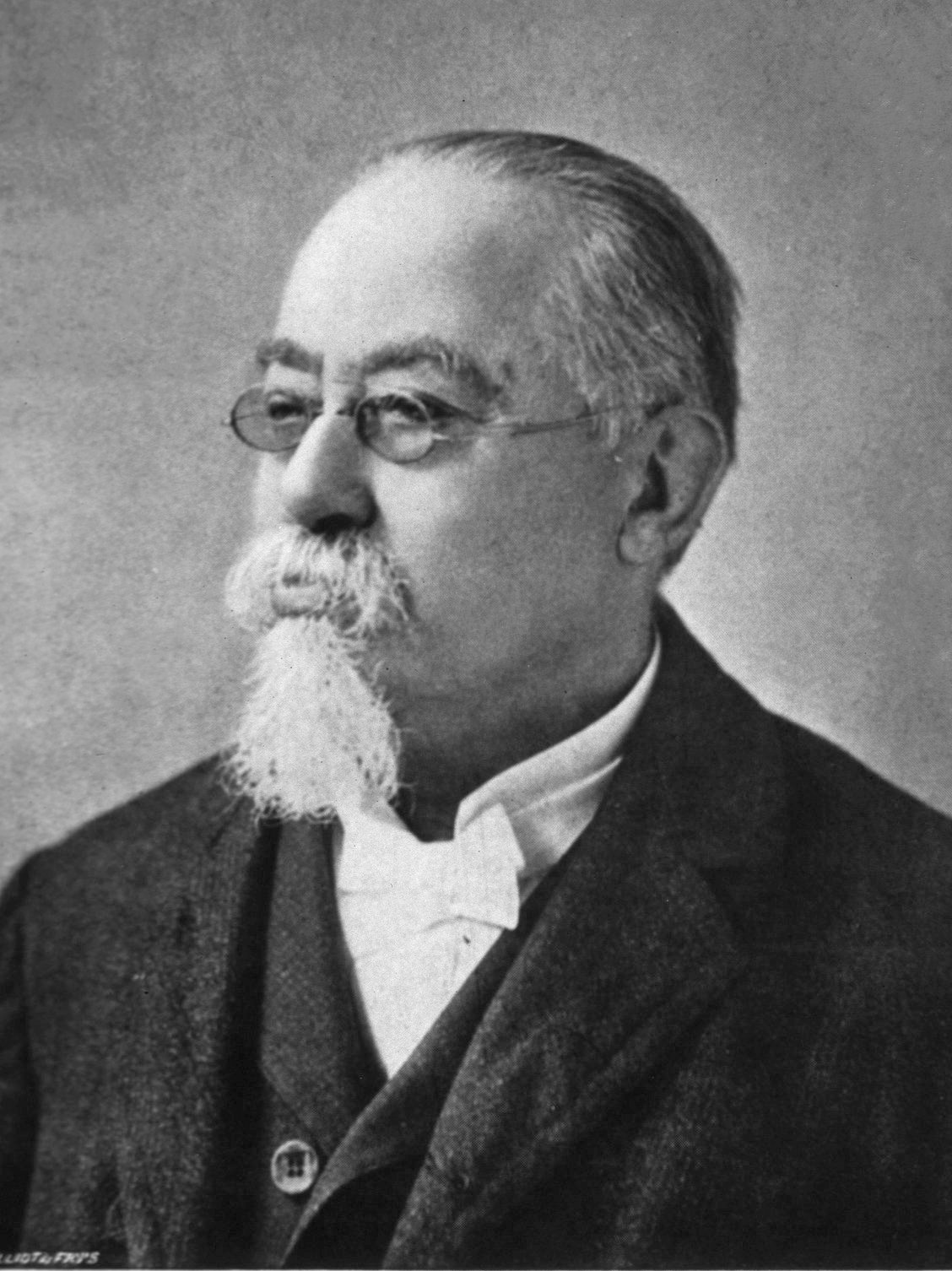
Cesare Lombroso

Le CNRTL recense le mot italien misoneismo en 1873 et le mot anglais misoneism en 1886. En français, la plus ancienne occurrence remonte à 1892.
En 1884, le criminologue italien Cesare Lombroso introduit le terme en anthropologie.
En 1891, le philosophe et psychosociologue français Gabriel Tarde critique ses positions dans une lettre qu'il adresse à Giulio Fioretti : « Vous vous étonnez que, dans mon livre, je n’ai rien dit des idées de Lombroso sur le misonéisme . Je ne m’attendais certes pas au reproche de ne pas avoir assez parlé de cet illustre auteur, du moins dans un autre ouvrage. Quant à mes Lois de l’imitation, ce livre était en grande partie écrit bien avant que Lombroso n’ait traité du misonéisme et que je n’aie eu connaissance de sa façon de voir à cet égard,. »
En 1907, l'écrivain et journaliste français Octave Mirbeau reprend le terme dans un récit où il fait l'éloge de l'automobile et du progrès : « Dans l’auberge où je descendis, je m’attablai entre deux paysans (...) Ils se montrèrent parfaits techniciens agricoles, curieux de progrès, informés au delà des choses de leur métier. (...) Je voyais enfin des hommes, calmes, réfléchis, réalistes, précis (...). Aucune trace de superstition, en leurs discours, et, ce qui me frappa beaucoup, pas le moindre misonéisme. Ils n’eurent pas une parole de haine contre l’automobilisme. Au contraire. »

## Définitions
Le Centre national de ressources textuelles et lexicales définit ainsi le terme : « Tendance d'esprit ou attitude systématique d'hostilité à l'innovation, au changement (dans les habitudes et les préjugés établis) ».
Le Dictionnaire de la Psychiatrie des éditions du CILF (Conseil international de la langue française) le définit comme  « hostilité à l'encontre de la nouveauté et du changement. Tendance plus fréquente à partir de l'âge moyen et chez certaines personnalités comme celles au niveau intellectuel peu élevé ou avec des éléments obsessionnels-compulsifs ».
L'antonyme de "misonéisme" est philonéisme.

## Approches divergentes du terme
Le sens du mot ne fait pas consensus.
- en 1958, le philosophe français Gilbert Simondon considère que « misonéisme », « néophobie » et « technophobie » sont globalement synonymes, tous désignant un même refus de s'adapter et de se conformer aux exigences du « monde moderne »[8].
- vers 1960, le psychiatre suisse Carl Gustav Jung, le « misonéisme » se définit par le rejet d'une doxa, d'une conception du monde ou d'une façon d'interpréter l'histoire qui, jusqu'alors, prévalaient ; en cela, il est plus ou moins synonyme de « conservatisme » et de « traditionalisme »[9].

Ces deux approches s'opposent car Simondon et Jung adoptent des conceptions du monde antagonistes : 
- pour le premier, le misonéisme relève d'un anticonformisme de principe, car lui-même n'entend aucunement remettre en question les grandes orientations de la modernité, en particulier l'idée de « progrès technique » : « la culture se conduit envers l’objet technique comme l’homme envers l’étranger quand il se laisse emporter par la xénophobie primitive. Le misonéisme orienté contre les machines n’est pas tant haine du nouveau que refus de la réalité étrangère [10] ».
- pour Jung, le misonéisme s'apparente au contraire à un conformisme étroit, borné aux visions traditionnelles du monde ; l'engouement pour « le progrès » n'en n'étant pas moins hautement critiquable : « l'homme est l'esclave et la victime des machines qui conquièrent pour lui l'espace et le temps. Il est opprimé et menacé au suprême degré par la puissance de ses techniques qui devraient protéger et assurer son existence physique [11]. »

Simondon assimile le misonéisme à un « refus » de l'individu vis-à-vis de l'évolution de son environnement ; Jung y voit quant à lui un rejet des humains de leur propre intériorité, la seule « évolution » qui vaille à ses yeux étant celle qui résulte d'un long travail de confrontation à l'inconscient, qu'il appelle « processus d'individuation ». Simondon ne souscrit pas aux théories de l'inconscient : à ses yeux, l'individuation est un processus psychologique, certes, mais également — et tout autant — un processus physiologique et un processus social.

## Approche jungienne
Dans son article Essai d'exploration de l'inconscient, rédigé vers 1960 mais publié après sa mort, l'année suivante, Jung estime qu'une grande majorité d'humains rejettent avec vigueur — mais plus ou moins inconsciemment — des théories dès lors qu'elles les dérangent dans leurs certitudes et leur confort.

Selon lui, « rejeter en bloc un concept nouveau » et « refuser de dialoguer avec soi-même » sont les deux faces d'un même processus, qui prend la forme de critiques envers non seulement toute façon de voir le monde mais aussi de s'appréhender soi-même. Ces critiques sont fallacieuses, irrationnelles, non argumentées rationnellement, car elles renvoient à des conflits intérieurs qui ne peuvent être dépassés, faute d'un travail minimal d'introspection : 

« Il est facile de comprendre pourquoi les rêveurs tentent d'ignorer ou même de rejeter le message qui leur est ainsi communiqué. La conscience résiste naturellement à tout inconscient et inconnu. J'ai déjà signalé l'existence de ce que les anthropologues appellent « le misonéisme », c'est-à-dire une peur profonde, superstitieuse, de la nouveauté. Les primitifs ont la même réaction que l'animal sauvage devant des événements désagréables. Mais l'homme « civilisé » réagit de la même façon devant les idées nouvelles, en élevant des barrières psychologiques pour se protéger contre le choc d'affronter une nouveauté. On le voit aisément aux réactions de l'individu devant ses propres rêves, quand ils l'obligent à admettre une pensée qui le surprend. (...) La  psychologie est une science des plus jeunes et, parce qu'elle s'efforce d'élucider ce qui se passe dans l'inconscient, elle se heurte à une forme extrême de misonéisme ». »

Pour Jung, le misonéisme puise sa source dans le « refoulement » et la « résistance ». Comme Freud, il assimile le refoulement à un mécanisme individuel et ponctuel portant sur un contenu précis de l'inconscient. Et comme lui, il entend par « résistance » la non prise en compte de l'inconscient dans sa globalité (en 1925, Freud a du reste introduit la notion de « résistance à la psychanalyse »). Mais il voit dans le misonéisme un phénomène plus global encore, d'ordre anthropologique : l'idée que l'être humain serait une créature supérieure, maître de lui-même comme du monde entier. La résistance aux théories de l'inconscient a donc pour équivalent, au XIXe siècle, le rejet des théories de Charles Darwin sur les origines physiologiques de l'humanité.
Dans L'homme et ses symboles, le misonéisme est d'ailleurs illustré par une caricature diffusée dans le magazine Punch en 1861, qui montre un singe tenant un panneau où est inscrite la phrase « Am I a man and a brother ? » (« Suis-je un homme et un frère ? ») : elle rappelle la façon dont l'opinion publique a vivement rejeté les théories darwiniennes aux États-Unis. À côté, une seconde image illustre la néophobie : il s'agit du dessin Dripping Electricity de l'humoriste américain James Thurber, dont la tante avait peur que l'électricité se répande comme de l'eau — en sortant du câblage — dans toute la maison.